# Jacques-Thomas Bory
Pour les articles homonymes, voir Bory.
Jacques Thomas Bory, né à Martigues le 7 mars 1809 et décédé à Marseille le 6 février 1875, est un avocat, bibliophile, écrivain et homme politique français, maire de Marseille.

## Biographie
Jacques Thomas Bory né à Martigues le 7 mars 1809 d'Antoine François Thomas Bory, capitaine de navire, et de Marie Madeleine Icard.
Il est avocat au barreau de Marseille dès 1833. Après le coup d’État de Louis Napoléon Bonaparte du 2 décembre 1851, il se consacre à ses travaux littéraires. Il constitue une remarquable bibliothèque avec un nombre considérable de publications, livres rarissimes relatifs à l’histoire de la Provence et à celle de Marseille. Il a pu ainsi écrire des essais sur la littérature provençale et un livre sur l’origine de l’imprimerie à Marseille paru en 1858. Cette savante monographie eut un certain succès et lui permit de rentrer le 5 juin 1859 à l’académie de Marseille où il prononça un discours de réception sur l’étude de la langue française dans Marseille avant la fondation de l’académie de Marseille. Il remplaçait Élysée de Suleau, ex-préfet du département.
Il est élu président de l’académie de Marseille en 1869.

### L’homme politique
Il milite dans les rangs de l'Union libérale et manifeste une forte opposition à l’Empire. Il prend une part active à l’élection de Berryer et de Marie comme députés en 1863.
Il est poursuivi en 1864 devant le tribunal correctionnel de Paris pour avoir fait partie d’une association illégale car non autorisée de plus de 20 personnes. Avec Garnier-Pagès, Lazare Carnot, Trente-quatre républicains qui s’étaient réunis chez Garnier-Pagès peu avant l’élection de deux députés aux première et cinquième circonscriptions de Paris sont arrêtés pour réunion non autorisée et implicitement d'avoir collaboré au manuel électoral qui venait d'être publié. À l’issue de ce procès dit des Treize, il est condamné à une lourde amende de 500 Francs. ainsi que les douze autres accusés : Garnier-Pagès, Lazare Carnot, Jules Ferry, Charles Floquet, Amaury Dréo, Herold, Jean-Jules Clamageran, Émile Durier, Corbon, Paul Jozon, Anne-Charles Hérisson et  Julien Melsheim.
En 1865, il est élu au conseil municipal. Il est réélu le 27 août 1870, comme candidat du comité républicain. Il est désigné comme maire par le préfet le 4 septembre 1870. Il est donc à la tête de la municipalité lorsqu’il y eut les graves évènements de la Commune.
Il est réélu en avril 1871 mais les élections sont annulées en mars. Il est élu en octobre 1871 au conseil général pour le canton de Martigues, mais battu aux législatives. Il siègera au conseil général jusqu’en 1874 et mourra peu après le 6 février 1875. Il est le beau-père d’Édouard Maglione, qui sera aussi maire de Marseille.
À son décès les livres de sa prestigieuse bibliothèque seront dispersés, mais seront recensés dans un catalogue.

## Œuvres
- Notice bibliographique sur P. Bellot, Clappier, Marseille, 1853
- De la poésie provençale depuis les troubadours pendant les XVIe, XVIIe et XVIIIe siècles, Cayer, Marseille, s.d.
- Les origines de l’imprimerie à Marseille, recherches historiques et bibliographiques, Boy, Marseille, 1858
- De l’état de la langue française à Marseille avant la fondation de l’académie de Marseille, Barlatier-Feissat, Marseille, 1870
- Les origines du musée de Marseille, discours d’ouverture à l’académie de Marseille, Barlatier-Feissat, Marseille, 1870